# Dermis Tatú
Dermis Tatú fue una banda de rock y grunge venezolana de la ciudad de Caracas, formada en el año 1992 por exintegrantes de Sentimiento Muerto tras disolverse la banda.
A pesar de su corta vida (en una época en la que el rock venezolano no contaba con gran difusión ni respaldo masivo de discográficas), de haber lanzado un solo disco y de la prematura muerte de su líder Cayayo Troconis, Dermis Tatú se ha convertido con los años en una banda de culto y su influencia musical es reclamada constantemente por los nuevos grupos de la escena del rock venezolano.

## Miembros
Dermis Tatú estuvo conformada por Cayayo Troconis (voz y guitarra), Héctor Castillo (bajo) y Sebastián Araujo (batería). En escena, contaron en numerosas ocasiones con la participación de Abraham Cangrejo García, de la Seguridad Nacional, como guitarra rítmica, coros y armónica. Otros músicos que colaboraron con la banda en vivo en diversas ocasiones fueron el argentino Pablo Sbarglia durante su estadía en Buenos Aires y el también exSentimiento Muerto, "Pingüino" Echezuria.

## Historia
Luego de una serie de diferencias creativas entre Pablo Dagnino y Cayayo Troconis por el futuro musical de Sentimiento Muerto (para entonces conformada por Dagnino, Cayayo, Hector Castillo y Sebastian Araujo), la banda se disuelve durante una gira en Bogotá en 1992. Cayayo decide quedarse unos meses en dicha ciudad, tiempo en el que compartió en varias ocasiones escena con Aterciopelados, impulsado por un romance con la vocalista de la banda Andrea Echeverri. La relación con la agrupación bogotana llegó a tal punto que estos le propusieron a Cayayo formar parte fija de la banda, propuesta que rechazó por regresar a Venezuela y terminar de decidir el destino de Sentimiento Muerto. Es así como Cayayo regresa a Caracas y contacta nuevamente a Pablo Dagnino, Héctor Castillo y Sebastián Araujo para decidir que pasaría con Sentimiento Muerto, luego de una tensa reunión en casa de un amigo en Altamira se decide el final de la banda.  Al poco tiempo Cayayo,Héctor y Sebastián deciden dar vida a un nuevo proyecto que se convertiría en Dermis Tatú, una banda que al igual que Sentimiento Muerto arrancaría en los circuitos undeground de Caracas.
Luego de tocar a duras penas por un año y medio en el limitado circuito caraqueño con algunas presentaciones recordadas como la de la sala Cadafe junto a la Seguridad Nacional en el Festival de Nuevas Bandas, se da un encuentro que cambiaría la historia de la banda: en 1994 Charly García y su banda fueron a tocar en Caracas y entonces se da un reencuentro entre Fernando Samalea, el baterista de Charly García y Cayayo, quienes se habían conocida en 1986 cuando Sentimiento Muerto viajó a España al Encuentro de Rock Hispanoamericano organizado por Miguel Ríos; desde entonces Samalea y Cayayo mantuvieron una amistad que se reactivaba cada vez que Charly García y su banda iban a tocar a Caracas.  Cayayo invita entonces a Samalea y el resto de la banda de García a un toque de Dermis Tatú en un burdel de Chacao llamado "La Perla Tropical", los músicos asisten acompañados de Charly García quien se retira al poco tiempo de llegar por el ambiente "enrarecido del local".  Al terminar el toque surge la invitación de Samalea a la banda para ir a Argentina y a los dos meses Dermis Tatú estaba viajando a Buenos Aires en donde fueron recibidos en la casa de Samalea en el barrio de Constitución.
La idea de la banda era poder tocar en Buenos Aires en donde la movida del rock estaba mucho más desarrollada que en Caracas. Lo que comenzó con unos pocos recitales, se extendió a una estadía de casi seis meses en los que tocaron unas 13 veces en el circuito porteño ayudados por sus amigos argentinos Fernando Samalea, Tweety González, Mariano López y Pablo Sbaraglia. Sobre este período Héctor Castillo recuerda: «Salíamos todas las noches, conocíamos a la gente del ambiente. Buenos Aires era la meca del ''rock'' en español: sentíamos que en nuestro país no nos comprendían, necesitábamos un público más abierto y mucho más roquero».[cita requerida]  Durante su estancia en Buenos Aires, aquella vez el trío registró La violó, la mató, la picó, única placa editada de la banda. Para una entrevista en el diario El Clarín, Héctor Castillo dijo: «Recuerdo que ese álbum se hizo muy rápido. Lo grabamos prácticamente en vivo y al toque lo mezclamos. Esos temas se nutrieron de nuestra experiencia aquí».[cita requerida]
El disco demostraría el genio creativo de Cayayo, y se convertiría con el paso del tiempo en un disco de culto y para muchos el mejor disco de rock editado por una banda venezolana y uno de los mejores producidos en Hispanoamérica durante la década de los noventa.[cita requerida] Después de grabar el disco y regresar a Venezuela, la banda tuvo la oportunidad de viajar a presentaciones en Nueva York y Londres, donde se presentaron en el conocido local S.O.B.'s y en el Coin Street Festival, respectivamente.
Tras su regreso a Venezuela, la banda se dedicaría a la promoción del disco grabando el videoclip (Terrenal), apareciendo en medios de comunicación y tocando en todos los lugares que pudieran. o. En 1997 la banda se dedicó a grabar maquetas para su segundo álbum, el cual hasta la fecha continúa inédito. En total fueron 10 canciones nuevas, cinco de las cuales estaban firmadas por Cangrejo, una por Héctor Castillo y el resto por Cayayo Troconis. Por medio de bootlegs se han conocido algunas de las canciones de esta placa, destacándose por un refinamiento musical y una madurez en sus composiciones. Ese mismo año viajan a Los Ángeles, llevando a Cangrejo como cuarto integrante. La banda se instala en Long Beach por 6 meses, a lo largo de los cuales se presentan en numerosos bares de la ciudad, incluyendo presentaciones en famosos locales como House of Blues de Los Ángeles y Slim's en la ciudad de San Francisco. En San Francisco se presentan también en el festival callejero del "Verano del Amor", el cual se realiza ininterrumpidamente desde los años sesenta. Durante este período también se presentaron en Tijuana en un par de oportunidades, y en la ciudad de Las Vegas compartiendo con la banda mexicana La Maldita Vecindad y los chilenos de Los Tres. En Las Vegas, también realizaron una presentación radial en vivo, en el programa del locutor Donald Rogers.
Al regresar de Los Ángeles, el final de la banda era inminente. Héctor Castillo decide trasladarse a los Estados Unidos para cursar estudios de ingeniería de sonido, y a pesar de la insistencia del mánager Iván Gabaldón de buscar un nuevo bajista, Troconis y Araujo deciden dar el proyecto por concluido. Dermis Tatú se separa y finalmente Cayayo Troconis se incorpora a la banda de 'funk-rock' PAN y Sebastián Araujo se suma al grupo de rock-bugaloo Bacalao Men. La despedida de Dermis Tatú se dio en 1998 en medio de un concierto de PAN en el Teatro Nacional de Caracas durante el primer ciclo de conciertos alternativos llamados Miércoles Insólitos (organizados por Cayayo y Gustavo Corma de la Seguridad Nacional), cuando los integrantes de PAN se retiraron del escenario dando paso a Héctor Castillo y Sebastián Araujo para una breve despedida de Dermis Tatú. En esta presentación interpretaron seis canciones, incluyendo la inédita El Choripaco y como una rareza en vivo el tema "Despistado".
Cayayo Troconis muere trágicamente el 17 de noviembre de 1999 y empieza así un culto que poco a poco crece más en Venezuela. Héctor Castillo se trasladó a Nueva York para convertirse más adelante en un importante ingeniero de grabación y producción llegando a trabajar con David Bowie, Lou Reed, Björk, Roger Waters, Gustavo Cerati y Philip Glass, entre otros. Sebastian Araujo, por su parte, sigue activo en la escena del rock venezolano y forma parte de la banda Bacalao Men, habiendo colaborado también con el proyecto del exSeguridad Nacional Juan Bautista López, conocido como Yátu (La Banda Yátu).
En 2015 se estrena el documental Una Fábula Muy Trillada: La Violó, La Mató y la Picó... 20 Años Después, escrito y dirigido por el periodista William Padrón en el que se narra el proceso de grabación del disco de Dermis Tatú, con apariciones de Héctor Castillo y Sebastián Araujo. Esta película cuenta con la participación de músicos venezolanos como Octavio Suñé, Reynaldo Goitia, La Vida Boheme, Rodrigo Solo, Niño Nuclear, quienes iban haciendo versiones del álbum.  La cinta fue galardonada con el premio del público en el Venezuela Film Festival 2016 en New York.

## Integrantes
- Carlos Eduardo "Cayayo" Troconis: guitarra, voz y coros (1992-1997)
- Sebastián Araujo: batería (1992-1998)
- Héctor Castillo: bajo (1992-1998)

## Discografía
- La violó, la mató, la picó, 1995.

## Videoclips
- Terrenal (Dirección: Hernan Jabes)
- Ausencia (Dirección: Gloria Dostal)
- Dirección Opuesta (fotos y animación gráfica de Iván Gabaldón. Realizado por CD Box Producciones)